# Matti Herronen
Matti Herronen (nascido em 19 de janeiro de 1933) é um ex-ciclista olímpico finlandês. Representou sua nação em dois eventos nos Jogos Olímpicos de Verão de 1960.